# Garkalne
Garkalne är en kommunhuvudort i Lettland.   Den ligger i kommunen Garkalnes novads, i den centrala delen av landet, 22 km nordost om huvudstaden Riga. Garkalne ligger 12 meter över havet och antalet invånare är 1 489.
Terrängen runt Garkalne är mycket platt. Runt Garkalne är det ganska glesbefolkat, med 39 invånare per kvadratkilometer. Närmaste större samhälle är Ādaži, 5,7 km nordväst om Garkalne. I omgivningarna runt Garkalne växer i huvudsak blandskog.